# Vuollerim
Vuollerim (Lule-Samisch: Vuolleriebme) is een stadje (tätort) binnen de Zweedse gemeente Jokkmokk. Vuolleriebme staat voor onder (Vuolle) bij een stroomversnelling zonder golven (Riebme). Het stadje is gelegen op een landtong, alwaar de Kleine en Grote Lule samenstromen en verdergaan als de Lule.
Vuollerim ligt in het gebied waar de Saami al eeuwenlang rondtrekken. De eerste tekenen van bewoning dateren van ongeveer 6000 jaar geleden. De eerste stappen naar een permanente nederzetting kwamen pas in 1755, toen kapelaan Jonas Höglig zich hier vanuit Ljustorp vestigde. Het gebied kreeg langzaamaan een landbouwbestemming. Midden 19e eeuw zou Vuollerim veranderen in een overslagplaats van ertsen uit het noorden. De ertsen zouden per trein aangevoerd worden en overgeladen worden op schepen, die dan verder de gekanaliseerde Lule zouden afvaren via het Engels Kanaal. Zowel spoorlijn als kanaal zijn niet verder gekomen dan de tekentafel. Honderd jaar later kreeg het gebied een nieuwe impuls door de bouw van de waterkrachtcentrale Porsi (1956). Vanaf 1962 tot 2005 vormde het gebied rond het stadje een eigen (gemeente (kerk)|gemeente), ze is opgegaan in de gemeente van Jokkmokk.

## Cultuur
Vuollerim kent net als andere dorpen in deze omgeving een veelbezocht verenigings- en sportleven, dat levert voornamelijk plaatselijke beroemdheden op. In het stadje is een museum dat de geschiedenis rond het dorp levend houdt. Men kan er actief deelnemen aan een situatie hoe de mensen hier 6000 jaar geleden leefden. Een andere bezienswaardigheid is Fort Viktoria, genoemd naar Victoria van Baden, dat gedurende de Koude Oorlog de waterkrachtcentrale moest beschermen. Het zou zelfs een kernaanval kunnen weerstaan. Het ex-fort ligt tegen de berg Bomyrberget ten zuiden van de stad; kanonnen konden 17 kilometer ver schieten; sinds 2004 is het een museum.

## Economie
Anno 2009 moet men het hebben van de bosbouw en nog steeds van de krachtcentrale. Vattenfall is in deze omgeving de grootste werkgever.

## Verkeer
Vuollerim is niet aangesloten op het Zweedse spoorwegnet, men heeft besloten om het uiteindelijke treinstation te plaatsen in Murjek, enkele kilometers ten noordoosten van Vuollerim. Het dorp ligt op de kruising van de Murjekweg en de Bodenweg. Deze laatste is een parallelweg van de Riksväg 97 tussen Jokkmokk en Boden. Het heeft een eigen vliegveldje (Vuollerim Flygplats) voor plaatselijk verkeer (het heeft geen codes). Voor burgerverkeer moet men uitwijken naar Luchthaven Luleå of Luchthaven Gällivare. Vervoer in deze omgeving vindt veelal plaats met autobussen.